# Kuh-e Safi (distrikt)
Kuh-e Safi är ett distrikt i Afghanistan. Det ligger i provinsen Parwan, i den nordöstra delen av landet, 40 kilometer nordost om huvudstaden Kabul. Administrativ huvudort är Kuh-e Safi.
Distriktet beräknades år 2022 ha cirka 36 000 invånare.